# Walter Ludwig (General)
Walter Ludwig (* 2. April 1953 in Bad Tölz) ist ein Brigadegeneral des Heeres der Bundeswehr. Von 2012 bis 2015 war er zudem Abteilungsleiter Logistik und Unterstützung im Kommando Heer, in Koblenz.

## Militärische Laufbahn

### Ausbildung und erste Verwendungen
Ludwig trat 1973 bei der 4./Pionierlehrbataillon 210 in die Bundeswehr ein. Von 1975 bis 1978 studierte er Wirtschaftswissenschaften an der Universität der Bundeswehr München.
Danach kehrte er zurück in die Truppe und war drei Jahre als Zugführer im schweren Pionierbataillon 210, ebenfalls in München, eingesetzt. Von 1981 bis 1986 war er im Pionierlehrbataillon 220 am gleichen Standort Kompaniechef.

### Generalstabsausbildung und Dienst als Stabsoffizier
Ludwig durchlief von 1986 bis 1988 den 29. Generalstabslehrgang Heer an der Führungsakademie der Bundeswehr in Hamburg und war im Anschluss als G4 Op im Stab des II. Korps in Ulm eingesetzt. Es folgte die Teilnahme an der US-amerikanischen Generalstabsausbildung von 1990 bis 1991 in Fort Leavenworth, Kansas. Zurück in Deutschland wurde Ludwig im Führungsstab des Heeres in Bonn eingesetzt. Im Anschluss war er von 1992 bis 1994 Kommandeur des Pionierbataillon 801 in Storkow (Mark). Es folgte eine Tätigkeit als Dozent für Truppenführung und Tutor beim 37. Generalstabslehrgang Heer in Hamburg. Seine nächste Verwendung war im Stab LANDJUT in Rendsburg sowie als Abteilungsleiter G4 im Stab des IV. Korps in Potsdam. Dort erfolgte seine Beförderung zum Oberst i. G. Im Jahr 2000 wurde Ludwig Gruppenleiter II 1 und Stellvertreter des Generals für Heeresrüstung im Heeresunterstützungskommando in Koblenz. Bereits ein Jahr später folgte er einem erneuten Ruf in den Führungsstab des Heeres.

### Generalsverwendungen
2002 war Ludwig Leiter des Aufbaustabes Heeresinstandsetzungslogistik. Von 2004 bis 2012 war er Abteilungsleiter III und General Heeresrüstung im Heeresamt, Köln. Im Zuge der Umgliederung der Bundeswehr zum 1. Oktober 2012 und den daraus folgenden Personalveränderungen erfolgte die Versetzung zum Kommando Heer, in Koblenz.

### Einsätze
- G5 Stab CIMIC Stab Nationaler Befehlshaber, Leiter Aufklärungs-/Verbindungsgruppe, Bosnien und Herzegowina

## Privates
Ludwig ist verheiratet und hat zwei Kinder.